# Ночной гость (фильм, 1961)
«Ночной гость» — чехословацкий фильм 1961 года режиссёра Отакара Вавры, камерная психологическая драма по пьесе Людвика Ашкенази.

## Сюжет
Дождливым вечером 1961 года тихую атмосферу маленького мотеля чехословацкого городка Бенешов нарушает неожиданный гость — западно-германский бизнесмен Вальтер Ю
Хупперт: его «Мерседес» неисправен, поэтому он ищет автомеханика, а сам нанимает комнату и тайком ведёт туда свою спутницу которую только что «подцепил» на дороге — молодую чешку Яну, студентку.
Спустившись вниз он с весёлыми остротами угощает вином присутствующих здесь хозяина мотеля Эмиля Клауса и его друга Алоиза Ремунда, заводя разговор. Он вызывает нервозность у Эмиля Клауса: весёлый и самоуверенный иностранец, скользкий и циничный, демонстрирующий своё превосходство - он сильно напоминает ему эсэсовцев, которые жестоко обращались с ним в концентрационном лагере. Ситуация накаляется, когда подвыпивший немец начинает в своих речах открыто выражать свои нацистские взгляды…

Камерная психологическая драма — только несколько главных героев, и вся история происходит в одной обстановке. В актёрском ансамбле, естественно, доминирует мастерская игра Рудольфа Грушинского. Ему удалось избежать карикатурности в характере чехоязычного судетского немца Хупперта и создать отрицательного, но пластичного и убедительного героя до мельчайших деталей.
Фильм и экранизируемая пьеса затрагивают многие щекотливые темы и в этом смысле движутся по острому краю.
— Noční host // Чешское телевидение

## В ролях
- Иржи Вала — Эмиль Калус, хозяин мотеля
- Мартин Ружек — Алоиз Ремунда, его друг
- Рудольф Грушинский — Вальтер Хупперт, немецкий бизнесмен
- Яна Главачова — Яна, студентка, его спутница, студентка
- Ярослав Моучка — Микеш, водитель
- Йозеф Глиномаз — водитель
- Владимир Брабец — Витек Грабаль, полицейский
- Светла Амортова — мать Яны

## О фильме
Отмечается, что в силу камерности снятый по пьесе фильм больше похож на фильм-спектакль, тем более, связь с театральной формой присутствует даже в самом актёрском составе фильма — исполнители главных ролей перед съёмками играли эту пьесу на сцене Центрального театра Чехословацкой армии.
Фильм снят очень близко к тексту пьесы, отличаясь лишь несколькими сюжетными сдвигами, однако, отсутствует персонаж Ромм — противостояние с которым Хупперта проявляет его сущность, но режиссёр фильма компенсирует это более тонкими кинематографическими средствами, иллюстрируя смену настроения и эмоциональный подтекст основной сюжетной линии.
В рецензии в братиславской газете «Večerník» высоко оценивались остроумные диалоги пьесы Ашкенази, также было отмечено, что сам автор считал главным героем студентку Яну, но споря с драматургом рецензент писал, что: «драматург немного не прав, его пьеса не о Яне, а для Яны».
Газета «Lidová demokracie» дала высокую оценку фильму в контексте работы режиссёра, особенно в сравнении с более слабыми его предыдущими фильмами, а также особо отметив работу оператора: «он прекрасно использовал камеру, которая может в деталях гораздо лучше сочетать текст (и подтекст) с выражением лица, с речью жестов».
Если современными фильму чехословацкими критиками фильм оценивался как предупреждение против возвращающихся признаков нацизма и фашизма, то в современной Чехии некоторые критики рассматривают фильм как «коммунистическую пропаганду», называя фильм «одно из образцовых произведений политической пропаганды, безусловно, более изощренное, чем в предыдущем десятилетии, но столь же ненавистное», или в более мягкой форме рассматривается как «общегуманистическое кино».